# Jacy Grant
Jacy Grant (2003) es una deportista canadiense que compite en piragüismo en la modalidad de aguas tranquilas. Ganó dos medallas en el Campeonato Mundial de Piragüismo de 2023, plata en C1 1000 m y bronce en C4 500 m.

## Palmarés internacional
| Campeonato Mundial | Campeonato Mundial   | Campeonato Mundial | Campeonato Mundial |
| Año                | Lugar                | Medalla            | Competición        |
| ------------------ | -------------------- | ------------------ | ------------------ |
| 2023               | Duisburgo (Alemania) | Medalla de plata   | C1 1000 m          |
| 2023               | Duisburgo (Alemania) | Medalla de bronce  | C4 500 m           |